# Żelazno (Piła)
Pour les articles homonymes, voir Żelazno.
Żelazno (prononciation : [ʐɛˈlaznɔ]) est un village polonais de la gmina de Wyrzysk dans le powiat de Piła de la voïvodie de Grande-Pologne dans le centre-ouest de la Pologne.
Il se situe à environ 6 km à l'est de Wyrzysk (siège de la gmina), 42 km à l'est de Piła (siège du powiat), et à 87 km au nord de Poznań (capitale de la Grande-Pologne).

## Histoire
De 1975 à 1998, le village faisait partie du territoire de la voïvodie de Piła.

Depuis 1999, Żelazno est situé dans la voïvodie de Grande-Pologne.